# یوگنیا استارتسوا
یوگنیا استارتسوا (روسی: Евге́ния Алекса́ндровна Ста́рцева؛ زادهٔ ۱۲ فوریهٔ ۱۹۸۹) بازیکن والیبال اهل روسیه عضو تیم ملی والیبال زنان روسیه و باشگاه زنیت کازان است. یوگنیا در قهرمانی جهان ۲۰۱۰ یکی از اعضای تیم ملی روسیه بود و به مدال طلا دست یافت.